# Барон Дигби
Барон Дигби из Гисхилла в графстве Короля (позднее графство Оффали) — наследственный титул в системе Пэрства Ирландии.

## История

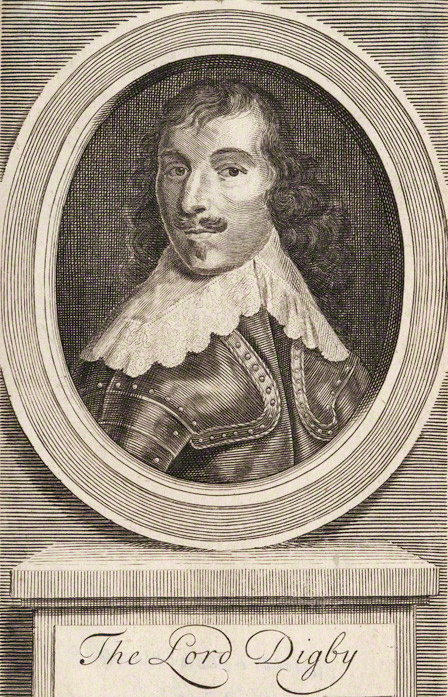
Роберт Дигби, 1-й лорд Дигби

Титул барона Дигби был создан 29 июля 1620 года для Роберта Дигби (умер в 1642), губернатора графства Кингс (Оффали). Он был племянником Джона Дигби, 1-го графа Бристоля (1580—1653). Внук лорда Дигби, Роберт Дигби, 3-й лорд Дигби (1654—1677), заседал в Палате общин Англии от Уорвика (1677). Его младшие братья, Саймон Дигби, 4-й барон Дигби (1657—1685), и Уильям Дигби, 5-й барон Дигби (1661—1752), также заседали в Палате общин Англии от Уорвика.
Внук 5-го барона, Эдвард Дигби, 6-й барон Дигби (1730—1757), заседал в Палате общин от Мальмсбери (1751—1754) и Уэллса (1754—1757). Его младший брат, Генри Дигби, 7-й барон Дигби (1731—1793), представлял в Палате общин Лагершолл (1755—1761) и Уэллс (1761—1765). В 1765 году для него был создан титул  барона Дигби из Шерборна в графстве Дорсет в звании пэра Великобритании. В 1790 году для него были созданы дополнительные титулы  виконта Колсхилла и  графа Дигби (Пэрство Великобритании).
Его сын, Эдвард Дигби, 2-й граф Дигби (1773—1856), был лордом-лейтенантом графства Дорсет (1808—1856). В 1856 году после смерти 2-го графа Дигби, не имевшего потомства, титулы виконта Колсхилла и графа Дигби угасли.
Однако титулы барона Дигби (Пэрство Ирландии) и барона Дигби (Пэрство Великобритании) унаследовал в 1856 году его родственник, Эдвард Сент-Винсент Дигби, 9-й барон Дигби (1809—1889). Он был сыном адмирала сэра Генри Дигби (1770—1842), сына его высокопреподобия достопочтенного Уильяма Дигби, младшего брата 6-го барона и 1-го графа Дигби. Его сын, Эдвард Генри Трафальгар Дигби, 10-й барон Дигби (1846—1920), заседал в Палате общин от Дорсета (1876—1885). Его сменил его сын, Эдвард Кенелм Дигби, 11-й барон Дигби (1894—1964). Он был председателем совета графства Дорсет (1955—1964) и лордом-лейтенантом графства Дорсет (1952—1964). Его сын, Эдвард Генри Кенелм Дигби, 12-й барон Дигби (1924—2018) также являлся лордом-лейтенантом графства Дорсет с 1984 по 1999 год.
По состоянию на 2024 год носителем титула являлся его сын, Генри Ноэль Кенелм Дигби, 13-й барон Дигби (род. 1954), который сменил своего отца в 2018 году. 

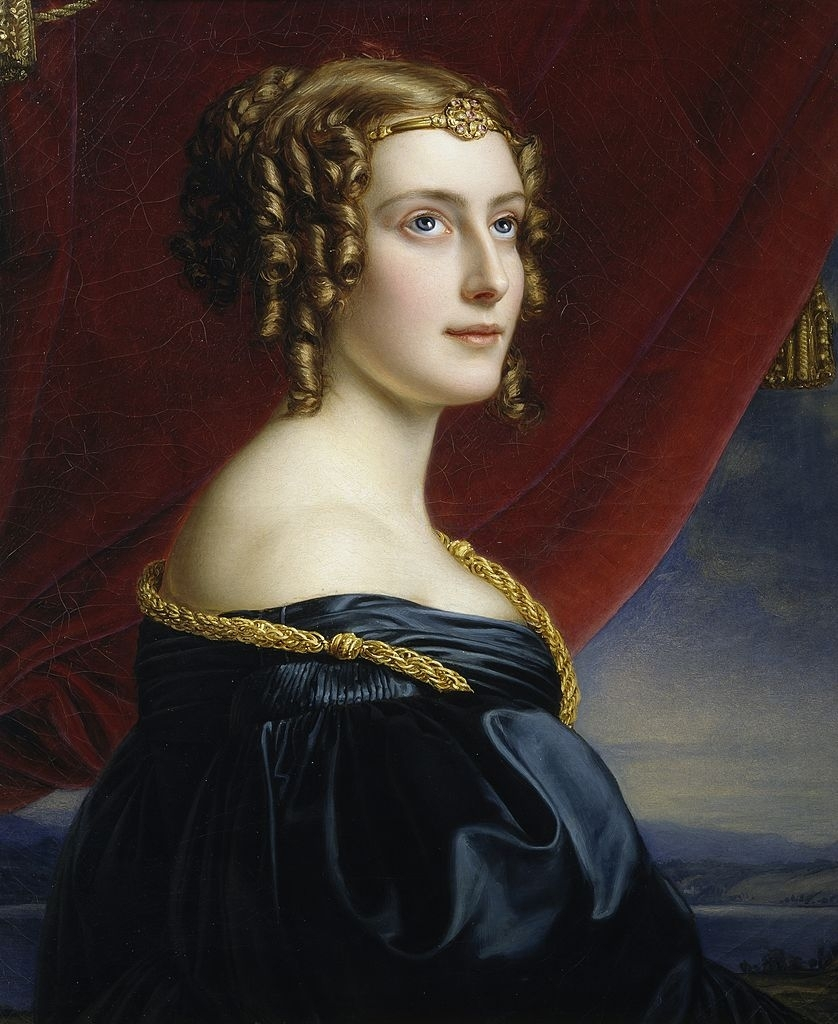
Джейн Дигби (1807—1881)

Две женщины из семьи Дигби получили известность. Джейн Дигби (1807—1881), дочь адмирала Генри Дигби и сестра Эдварда Сент-Винсента Дигби, 9-го барона Дигби, а также достопочтенная Памела Гарриман (урожденная Дигби) (1920—1997), посол США во Франции (1993—1997), была старшей дочерью 11-го барона Дигби и сестрой 12-го барона Дигби.

## Бароны Дигби (1620)
- 1620—1642: Роберт Дигби, 1-й барон Дигби[англ.] (ок. 1599 — 6 июня 1642), сын сэра Роберта Дигби из Гисхилла (ум. 1618);
- 1642—1661: Килдэр Дигби, 2-й барон Дигби[англ.] (ок. 1627 — 11 июля 1661), единственный сын предыдущего;
- 1661—1677: Роберт Дигби, 3-й барон Дигби[англ.] (30 апреля 1654 — 29 декабря 1677), старший сын предыдущего;
- 1677—1685: Саймон Дигби, 4-й барон Дигби[англ.] (18 июля 1657 — 19 января 1685), младший брат предыдущего;
- 1685—1752: Уильям Дигби, 5-й барон Дигби[англ.] (20 февраля 1661 — 27 ноября 1752), младший брат предыдущего;
- 1752—1757: Эдвард Дигби, 6-й барон Дигби[англ.] (5 июля 1730 — 30 ноября 1757), старший сын достопочтенного Эдварда Дигби (ум. 1746), внук предыдущего;
- 1757—1793: Генри Дигби, 7-й барон Дигби[англ.] (21 июля 1731 — 25 сентября 1793), младший брат предыдущего, граф Дигби с 1790 года.

## Граф Дигби (1790)
- 1790—1793: Генри Дигби, 1-й граф Дигби, 7-й барон Дигби[англ.] (21 июля 1731 — 25 сентября 1793), второй сын достопочтенного Эдварда Дигби (ум. 1746), внук Уильяма Дигби, 5-го барона Дигби;
- 1793—1856: Эдвард Дигби, 2-й граф Дигби, 8-й барон Дигби[англ.] (6 января 1773 — 12 мая 1856), старший сын предыдущего.

## Бароны Дигби (продолжение креации 1620 года)
- 1856—1889: Эдвард Сент-Винсент Дигби, 9-й барон Дигби[англ.] (21 июня 1809 — 16 октября 1889), сын адмирала сэра Генри Дигби (1770—1842), внук его высокопреподобия достопочтенного Уильяма Дигби (1733—1788), правнук достопочтенного Эдварда Дигби (ум. 1746), сына 5-го барона Дигби;
- 1889—1920: Эдвард Генри Трафальгар Дигби, 10-й барон Дигби[англ.] (21 октября 1846 — 11 мая 1920), старший сын предыдущего;
- 1920—1964: Эдвард Кенелм Дигби, 11-й барон Дигби[англ.] (1 августа 1894 — 29 января 1964), старший сын предыдущего;
- 1964—2018: Эдвард Генри Кенелм Дигби, 12-й барон Дигби[англ.] (24 июля 1924 — 1 апреля 2018), единственный сын предыдущего;
- 2018 — по настоящее время: Генри Ноэль Кенелм Дигби, 13-й барон Дигби (род. 6 января 1954), старший сын предыдущего;
- Наследник титула: достопочтенный Эдвард Сент-Винсент Кенелм Дигби (род. 5 сентября 1985), единственный сын предыдущего от первого брака.